# Alanno

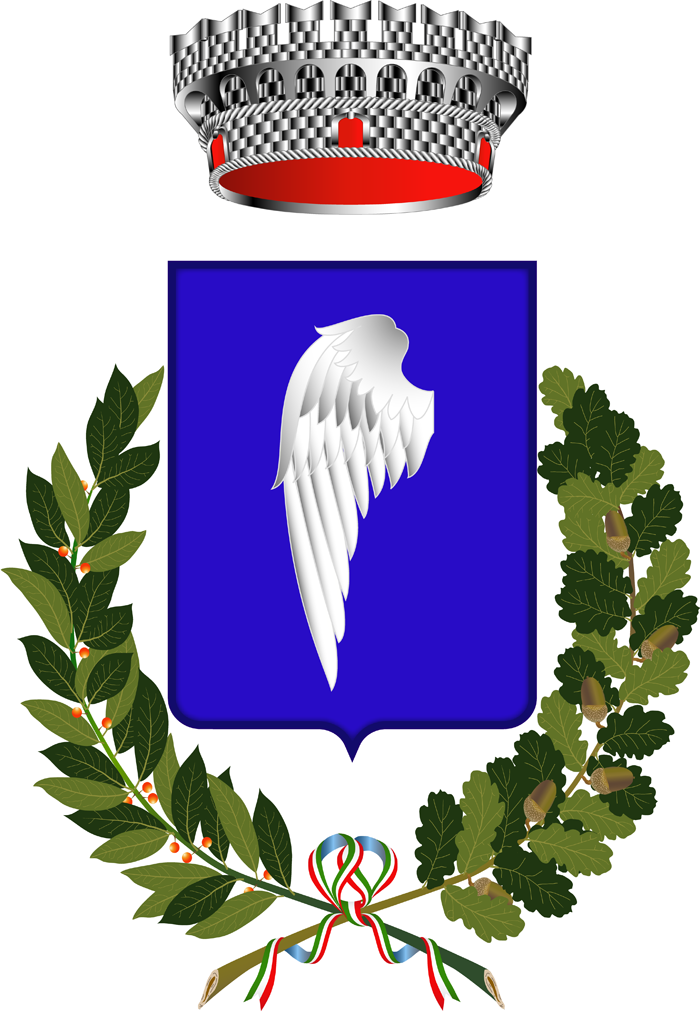

Alanno is een gemeente in de Italiaanse provincie Pescara, regio Abruzzen en telt 3709 inwoners (31-12-2004). De oppervlakte bedraagt 32,5 km², de bevolkingsdichtheid is 117 inwoners per km².

## Demografie
Alanno telt ongeveer 1316 huishoudens. Het aantal inwoners daalde in de periode 1991-2001 met 0,1%.
| inwoneraantal 1991                        | inwoneraantal 2001 |
| ----------------------------------------- | ------------------ |
| 3746                                      | 3742               |
| Cijfers tienjaarlijkse volkstelling ISTAT |                    |

## Geografie
De gemeente ligt op ongeveer 307 m boven zeeniveau. Alanno grenst aan de volgende gemeenten: Cugnoli, Manoppello, Nocciano, Pietranico, Rosciano, Scafa, Torre de' Passeri, Turrivalignani.

## Externe link

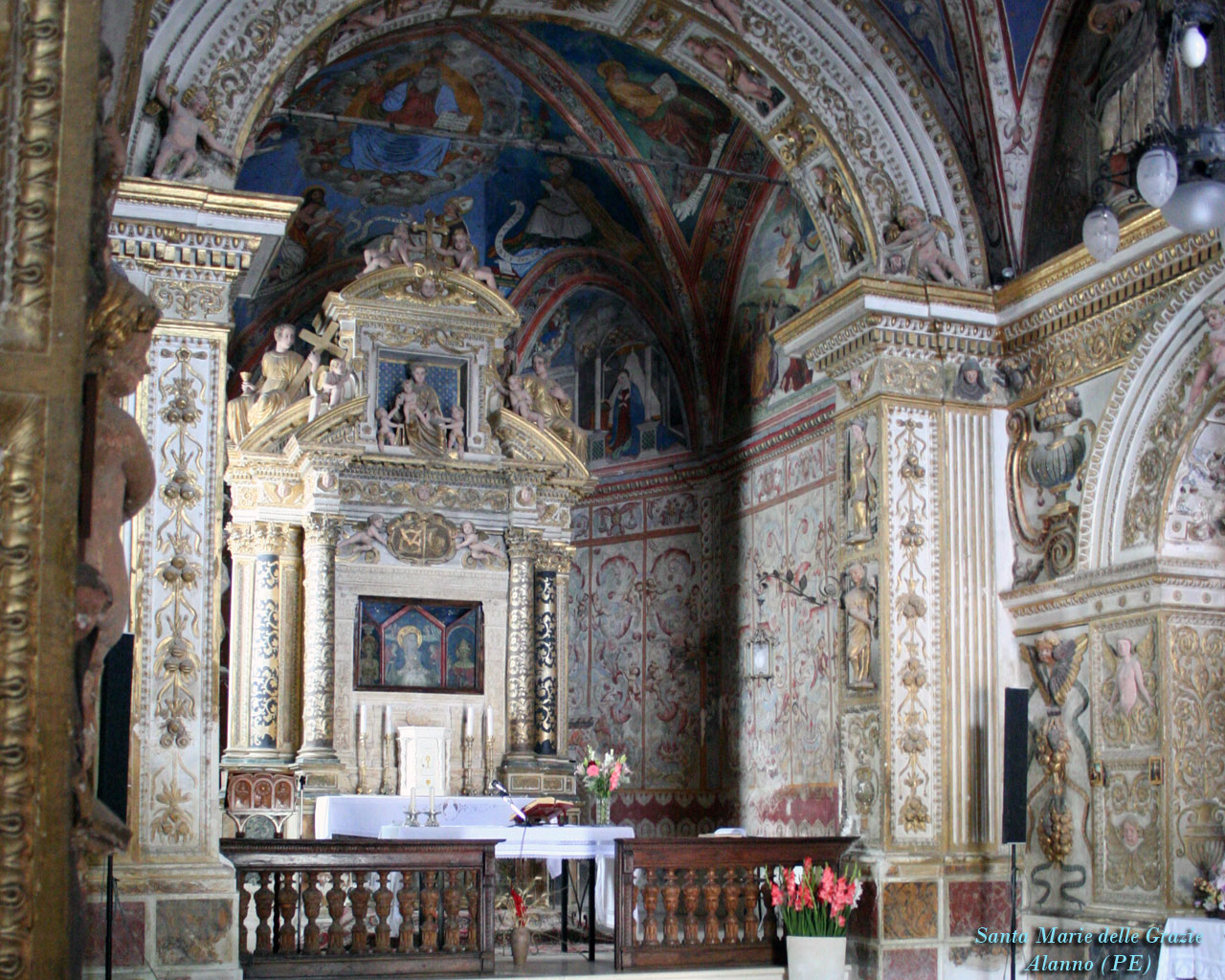
Interieur van de kerk